# Can Rajol
Can Rajol era una masia situada al municipi de les Franqueses del Vallès, al Vallès Oriental. Estava situada al nucli de població de Llerona, a la unitat de paisatge del torrent de Can Guilla - Can Gorgs, i està documentada des del 1695. Es tractava d'un edifici de planta rectangular, amb coberta a dues vessants, format per teules àrabs i carener perpendicular a la façana. Tenia algunes finestres rectangulars de petites dimensions i presentava un portal d'accés de dovelles de pedra de majors dimensions al portal antic.
La finca de Can Rajol fou expropiada per l'Administrador de Infraestructuras Ferroviarias (ADIF) en el projecte de desdoblament de la línia de tren R3 de Rodalies de Catalunya i va ser enderrocada el 30 de gener de 2024 quan van començar les obres.

## Situació
Can Rajol era al sector nord-oest del terme municipal de les Franqueses del Vallès, a una elevació d'uns 218 m sobre el nivell del mar. Era a l'esquerra del torrent de Can Gorgs, prop de l'aiguabarreig amb el riu Congost, tributari del riu Besòs. Es trobava a 1 km al nord del nucli de població de Llerona i a uns 100 m al sud-est de la capella de Santa Digna. A escassos metres de la paret de ponent de la masia hi havia la línia de tren R3, en el tram entre l'estació de les Franqueses del Vallès i l'estació de la Garriga. També, a pocs metres de la paret de llevant hi havia la carretera N-152z.

## Catalogació

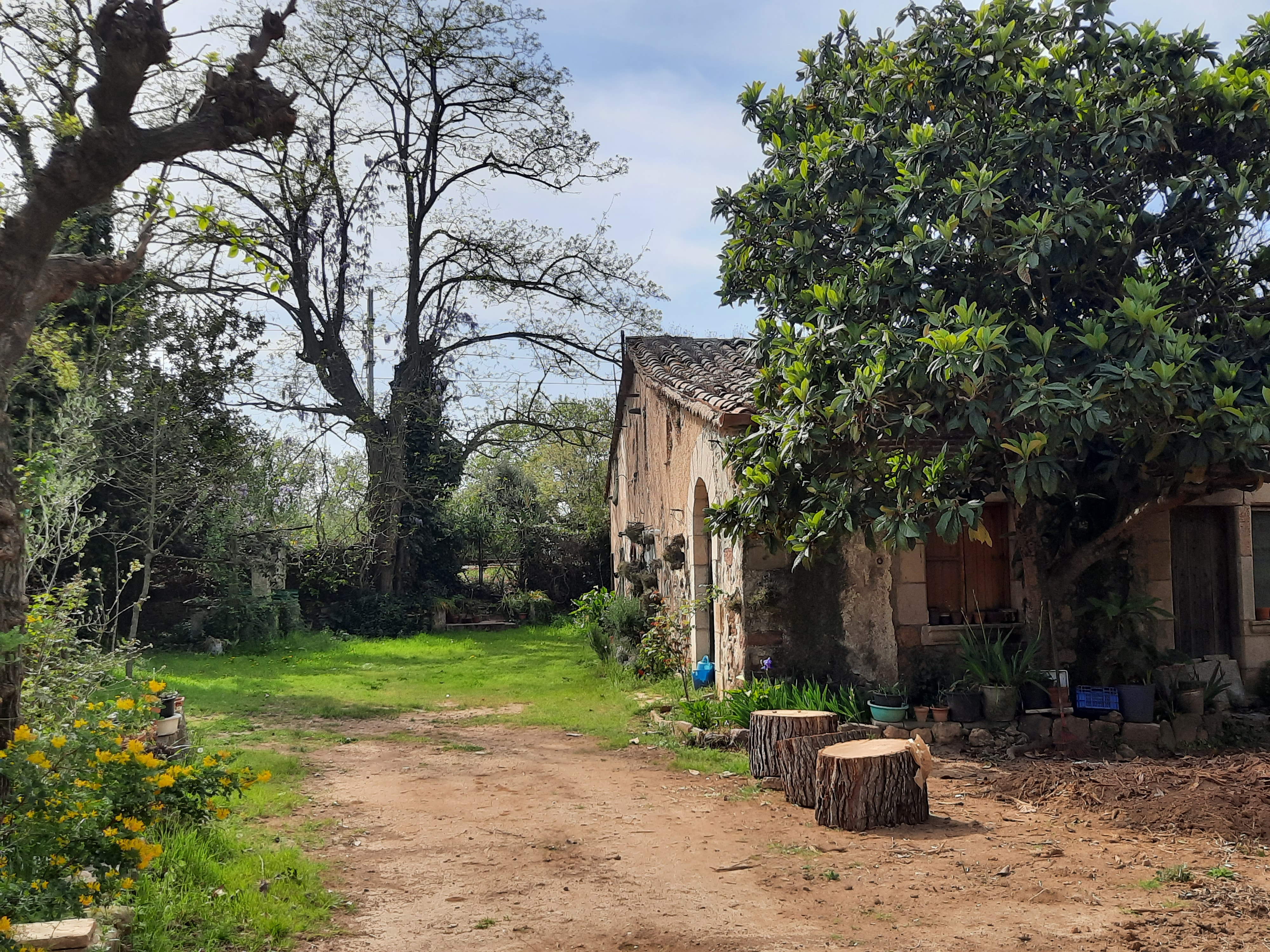
Façana i paret de llevant de Can Rajol, quan encara estava habitada (2021)

La masia era inclosa al Pla especial de catàleg de masies, cases rurals i altres construccions en sòl no urbanitzable del municipi de Les Franqueses del Vallès, publicat el febrer del 2019 per l'Ajuntament de les Franqueses del Vallès, amb el codi C-110. Les raons d'inclusió en aquest catàleg eren els valors històric, ambiental i social i se'n descartaven els valors arquitectònic i paisatgístic. El mateix catàleg també inclou una relació de trenta arbres d'especial interès local situats en sòl no urbanitzable, cinc dels quals són a la masia de Can Rajol. Els arbres són quatre alzines (Quercus ilex) i un roure martinenc (Quercus pubescens) i també estan catalogats com a «arbre protegit per la legislació urbanística o cultural» al catàleg Arbres monumentals i altres arbres declarats protegits de la Generalitat de Catalunya.